# 冰裂纹
冰裂纹是一种瓷器的名称。这种瓷器表面有很多美观但并不影响实际使用的裂纹。这种裂纹是通过控制瓷器胎体和瓷器表面釉层的物质成分，经过焙烧后冷却，使得釉层的收缩大于胎体的收缩，釉面因此出现开裂，成为瓷器的一种特殊装饰。冰裂纹以哥窑产品最为有名。据传说，有一对烧制瓷器的兄弟，有一天弟弟出于嫉妒心将冷水泼进哥哥刚烧好的瓷窑中，那一窑的瓷器出现了冰裂纹，不过由于美观而不影响使用，所以相比以往卖出了更多的钱。